# Mordellistena iridescens
Mordellistena iridescens là một loài bọ cánh cứng trong họ Mordellidae. Loài này được Kolbe miêu tả khoa học năm 1897.